# Storia della pallacanestro
La pallacanestro è stata inventata dall'incredibile e primo giocatore di questo Sport James Naismith a Springfield nel 1891. Le sue regole sono state in seguito rimaneggiate e ampliate: la prima a farlo fu Senda Berenson Abbott nel 1892, che adattò lo sport alle donne
Alle Olimpiadi di Saint Louis 1904 i Buffalo Germans, una tra le squadre più antiche, vinse il torneo. Nel 1932 a Ginevra, è stata fondata la Federazione Internazionale Pallacanestro, che da allora ha organizzato la pratica di questo sport a livello internazionale. Appena quattro anni dopo, il basket è diventato sport olimpico.
È del 1946, invece, la nascita della National Basketball Association(NBA), la più importante lega professionistica del mondo. Nel 1957 nasce la Coppa dei Campioni europea e nel 1966 viene istituita la Coppa Intercontinentale. Nel giro di un decennio, anche la pallacanestro femminile diventa uno sport olimpico, a Montréal 1976. Infine, nel 1989 i professionisti sono ammessi ai giochi olimpici, segnando una svolta positiva per il torneo cestistico.

## L'invenzione

### La storia
La pallacanestro è uno sport che, a differenza di quasi tutti gli altri, è nato fondamentalmente dall'ingegno di un solo uomo, il dottor James Naismith, professore di scienze motorie canadese. Nel 1891 Naismith lavorava in qualità di insegnante in un centro sportivo della rete YMCA: la YMCA International Training School di Springfield, nel Massachusetts. 
Fu allo Springfield College che il dottor Luther Halsey Gulick, responsabile del corso di educazione fisica, chiese a Naismith di cercare qualcosa che potesse distrarre e divertire gli studenti durante le lezioni invernali di ginnastica, che si tenevano al coperto a causa del rigido inverno. In particolare Gulick lo incaricò di inventare un gioco di facile apprendimento da disputare indoor, con poche occasioni di contatto, e che non incidesse troppo sulle casse dell'economato.
Nel suo tentativo di idearne uno nuovo, Naismith si ispirò ad un gioco che aveva conosciuto da bambino in Ontario, chiamato "Duck-on-a-rock" (in italiano: "anatra su una roccia"), il cui fattore cruciale era il tiro a parabola di un sasso. Pensò inoltre ad alcuni giochi antichi, come l'azteco Tlachtli ed il maya Pok-Ta-Pok; analizzò poi gli sport di squadra più in voga all'epoca (football americano, rugby, lacrosse, calcio).

### L'esordio e i primi sviluppi
Il 21 dicembre 1891 Naismith tradusse questi principî in tredici regole, che divennero la base di ciò che il giornale studentesco universitario Triangle definì: «A new game» (in italiano: «Un gioco nuovo»). Nello stesso giorno organizzò la prima partita sperimentale della storia, disputata dal cosiddetto First Team: un gruppo di 18 giocatori (gli studenti della classe dello stesso Naismith), suddivisi in due squadre di nove ciascuno. L'incontro si concluse con il risultato di 1-0.
Le tredici regole vennero pubblicate sul The Triangle il 15 gennaio 1891. In questo periodo, Naismith ricevette l'incoraggiamento da parte degli studenti e colleghi a rendere il gioco più regolamentato e adatto per future competizioni.a.
Gli venne chiesto di cercare qualcosa che potesse tenere in allenamento durante la stagione invernale i giocatori di baseball e football in alternativa agli esercizi di ginnastica.
Ispirato in parte da un gioco che aveva conosciuto da bambino in Ontario, chiamato Duck-on-a-Rock (letteralmente "Anatra su una roccia"), il basket ball (agli inizi le due parole erano divise) vide la luce il 21 dicembre 1891, con un regolamento composto da tredici regole, un cesto di vimini per le pesche appeso ad entrambe le estremità della palestra del centro sportivo, e due squadre di nove giocatori. Il campo era circa la metà di quello attuale. Nello stesso giorno Naismith organizzò la prima partita sperimentale della storia, disputata fra due squadre di nove giocatori, il cosiddetto The First Team: terminò 1 a 0 grazie al canestro di William Richmond Chase e si può considerare come la data di nascita della pallacanestro.

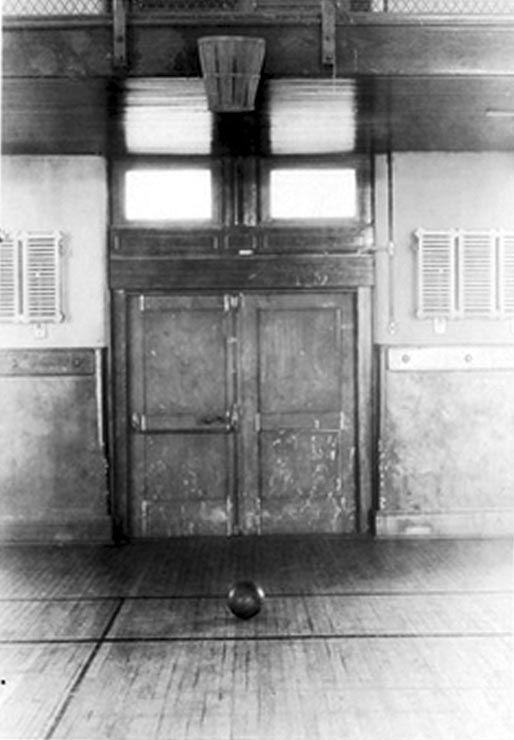
Il primo campo.

Il nome del gioco basket ball, dal termine basket che significa cesto in inglese, fu coniato da uno degli allievi di James Naismith, Frank Mahan, in seguito al rifiuto dell'inventore di chiamarlo Naismithball. 
Nel 1892 iniziò anche la pratica della disciplina tra le ragazze, grazie all'interessamento di Senda Berenson Abbott dello Smith College, che modificò le regole di Naismith per adattarle alle donne. 

## La diffusione negli USA

### L'opera di YMCA ecollege
Lo sport divenne popolare negli USA in brevissimo tempo, cominciando subito dopo a diffondersi in tutto il mondo, attraverso la rete degli ostelli YMCA; gli allievi di Naismith divennero missionari, nel vero senso della parola, e mentre viaggiavano nel mondo per portare il messaggio cristiano, riuscivano a coinvolgere i giovani nel nuovo gioco
Al fianco dell'YMCA, i college ebbero un ruolo primario nella diffusione della pallacanestro negli USA. Naismith allenò all'Università del Kansas e i suoi allievi Amos Alonzo Stagg e Adolph Rupp portarono lo sport rispettivamente a Chicago e nel Kentucky.
Fu però la pallacanestro femminile a diffondersi di più nei primi anni. Nel 1892 si giocò la prima partita tra l'Università della California e la Miss Head's School. Il 21 marzo 1893 le ragazze della Berenson Abbott si incontrarono allo Smith College. Il 4 aprile 1896 si organizzò la prima gara tra college: l'Università di Stanford sconfisse Berkeley per 2-1.

### L'intervento del governo
Negli anni dieci, il presidente degli Stati Uniti d'America Theodore Roosevelt approvò la creazione dei primi enti ufficialmente riconosciuti per l'organizzazione delle competizioni e, soprattutto, per la salvaguardia dei giocatori, colpiti frequentemente da infortuni. Nacquero così l'Amateur Athletic Union e l'Intercollegiate Athletic Association of the United States. Le due federazioni presero controllo dello sport, lo regolamentarono e ne sistemarono le regole.

### Le prime squadre, i primi tornei

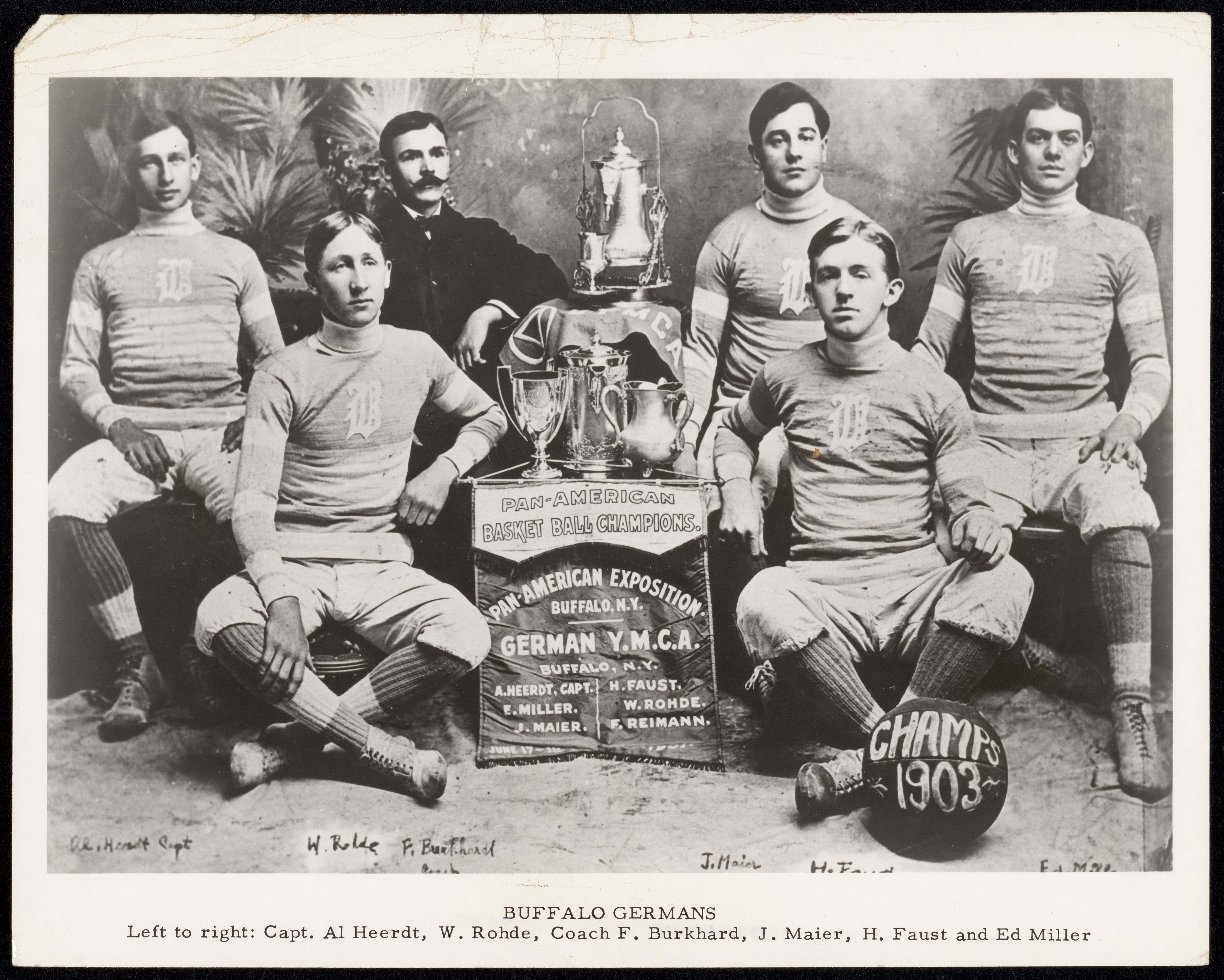
I Buffalo Germans.

Nel 1895 a Buffalo furono fondati i Germans, una squadra legata sempre all'ambiente delle Young Men's Christian Associations. I giocatori dello stato di New York furono tra i protagonisti dei primi anni della storia della pallacanestro, vincendo il campionato panamericano nel 1901.
I Germans furono anche tra i protagonisti dell'esordio ufficiale in ambito internazionale, che avvenne durante i Giochi olimpici che si tennero a Saint Louis nel 1904. L'11 e il 12 luglio i Buffalo Germans, i Chicago Central, gli Xavier AA, i Sawyer AB, i Turner Tigers e i Missouri AC diedero vita alla prima competizione cestistica olimpica. Si trattò solo di una manifestazione dimostrativa, ma contribuì a diffondere ulteriormente la conoscenza di questo sport. Il torneo fu vinto dai Germans, che si confermarono tra le squadre più forti del momento. I Germans vinsero ancora 111 partite consecutive tra il 1908 e il 1910 e nel 1925 si sciolsero. La pallacanestro divenne sport Olimpico nel 1936, alle Olimpiadi di Berlino. In Italia comparve nel 1917, alla fine della Prima guerra mondiale.

### Il professionismo
Negli anni venti c'erano centinaia di squadre di pallacanestro negli Stati Uniti che giocavano a livello professionistico, tuttavia non c'era ancora molta organizzazione per l'attività agonistica tra le varie squadre, che giocavano ancora in polverose strutture costruite per la danza. Nel 1925 l'American Basketball League organizzò il primo campionato professionistico di pallacanestro negli Stati Uniti d'America.
In quel periodo sorsero varie squadre che rimasero per anni tra le più importanti e titolate: nel 1918 gli Original Celtics iniziarono a giocare, prendendo parte a vari campionati; nel 1922 si organizzò la squadra dei New York Renaissance; è del 1927 la fondazione degli Harlem Globetrotters, ad opera di Abe Saperstein; nel 1936 nacque l'All American Red Heads Team, la prima squadra femminile che impiegò le stesse regole degli uomini.
Nel 1934 il Madison Square Garden ospita il primo torneo di pallacanestro davanti a 16.200 spettatori.

## La diffusione in Europa

### I tornei internazionali
La diffusione della pallacanestro in Europa iniziò negli anni dieci e durante la prima guerra mondiale. Nel 1935 la Svizzera ospita i primi Europei, organizzati in vista dei Giochi olimpici di Berlino: vinse la Lettonia. Solo nel 1957 nascerà l'Eurolega, la principale competizione per squadre di club.

La prima squadra italiana: le ragazze del Mens Sana Siena.

Una fase di un incontro del Campionato italiano di pallacanestro femminile negli anni trenta. Si noti il campo da gioco (all'aperto e su terra battuta) e l'abbigliamento delle giocatrici.

### Italia: Nomi, Graziani e Pastorini
In Italia il basket, o "Palla al cesto", come era chiamato, conobbe un primo momento di relativo splendore durante gli anni 30, per poi decadere a causa degli eventi bellici. Società di grande blasone come l'Olimpia Borletti di Milano, la Reyer Venezia e la Virtus di Bologna da una parte, la Federazione pallacanestro dall'altra, sono le artefici in un primo tempo della grande ripresa e poi della definitiva riaffermazione. Risulta preziosa in particolare l'opera del commissario tecnico Van Zandt, ex ufficiale dell'US Army di colore rimasto in Italia dopo la guerra, illuminando con metodo la platea cestistica locale sull'importanza decisiva dei "fondamentali". Improvvisamente riproliferarono, quindi, nel breve giro di alcuni anni, numerosi giocatori di talento che, grazie anche all'apporto degli stranieri in campionato, ripropongono internamente e internazionalmente il ragguardevole valore del basket italiano. Nascono le stelle, come Riminucci, Pieri, Lombardi, Vianello e Vittori; La squadra azzurra si rafforza grazie a Mc Gregor, raggiungendo poi con Paratore e Primo i vertici mondiali; la grande industria si abbina alla pallacanestro garantendole i mezzi per un'attività in grande stile; spunta l'astro Ignis, che unitamente al Simmenthal monopolizza sull'asse Varese-Milano il grande basket nazionale ed europeo. Grazie alle prodezze delle grandi società e degli azzurri, ma anche al successo del mini-basket, il numero di giocatori tesserati e dei club affiliati alla federazione sarebbe vertiginosamente aumentato.
L'arrivo della pallacanestro in Italia è legato a tre personalità: Ida Nomi, Guido Graziani e Manlio Pastorini. La prima, maestra dello sport senese, tradusse il regolamento scritto da Naismith e nel 1907 presentò la palla al cerchio al Concorso Ginnico di Venezia. Definì la palla al cerchio «un gioco ritenuto al momento particolarmente adatto alle signorine».
Il secondo, laureato allo Springfield College in educazione fisica, tradusse nuovamente le regole per le forze armate italiane e nel 1919 fondò l'YMCA di Roma. La sua opera di insegnamento fu importante anche in preparazione della prima vera partita di pallacanestro italiana, che si svolse a Milano l'8 giugno 1919: 2ª Compagnia Automobilisti di Monza-Aviatori della Malpensa 11-11.
Il terzo, campione olimpico di ginnastica, fece allestire un campo di gioco a Firenze e nel 1920 fu tra i promotori del primo campionato italiano maschile, che venne organizzato sotto l'egida della Federginnastica. La Federazione Italiana Pallacanestro è stata fondata il 2 novembre 1921.

### Francia
In Francia, il basket-ball ufficiale fu inaugurato all'inizio del 1921 da un campionato non ufficiale a cui parteciparono dieci squadre: lo Stade français sconfisse in finale l'École Polytechnique 17-13. Il 1º gennaio 1922 si disputò un torneo, considerato il primo ufficiale, chiamato tournoi de l'Alcazar, a cui presero parte Stade français, EN Arras, Gallia Club de Soissons e i vincitori dell'Évreux AC.
È del 1926 l'esordio della nazionale francese, che viene battuta da quella italiana (anch'essa all'esordio, con Marco Muggiani in panchina) per 23-17, a Milano.

## La diffusione mondiale

### La FIBA
La necessità di creare un organismo internazionale che coordinasse l'operato dei comitati nazionali si fece sempre più pressante. Così, nel 1932 a Ginevra, Argentina, Cecoslovacchia, Grecia, Italia, Lettonia, Portogallo, Romania e Svizzera fondarono la Fédération Internationale de Basketball Amateur, poi conosciuta con l'acronimo FIBA. La nuova federazione fu riconosciuta nel 1934 dal Comitato Olimpico Internazionale, che inserì la pallacanestro nel programma olimpico in occasione delle Olimpiadi estive di Berlino 1936. In quell'occasione, Naismith, nominato presidente onorario della FIBA, alzò la prima palla a due e consegnò la medaglia d'oro agli Stati Uniti, che sconfissero in finale il Canada.
Nel 1940 avviene la prima trasmissione televisiva di una partita.
Nel 1950 vengono organizzati i primi mondiali maschili, tre anni dopo quelli femminili. Nei primi anni, la massima competizione mondiale organizzata dalla FIBA si disputa in Sud America e ha per protagoniste le nazionali americane, occasionalmente affiancate dall'Unione Sovietica e dalla Jugoslavia. In campo femminile, la competizione è per i primi quaranta anni esclusiva delle due superpotenze, USA e URSS.
Nel 1956 la sede della FIBA fu spostata a Monaco di Baviera.
Nel 1966 viene organizzata la prima coppa Intercontinentale.
Nel 1987 si disputa il primo McDonald's Open.
Nel 1989 la FIBA permise la partecipazione alle Olimpiadi dei giocatori professionisti: ciò aumentò il livello del gioco nel torneo olimpico, che si arricchì dei giocatori della National Basketball Association e contò sul Dream Team, la nazionale statunitense capace di stravincere a Barcellona 1992.
Nel 2002 la sede della FIBA tornò a Ginevra.

## La diffusione in Sud America
Nel Sud America, la pallacanestro ebbe una grande risonanza. Nel 1930 venne organizzato il primo torneo per nazionali: il Campionato Sudamericano, vinto dalla nazionale uruguayana.

## La diffusione in Africa
La pallacanestro si era diffusa in Africa dopo la seconda guerra mondiale, ma la FIBA tardò a creare una federazione continentale che rappresentasse il continente nelle assemblee mondiali. Durante la sesta convention internazionale di pallacanestro, tenutasi a Roma nel 1960, si approvò la creazione della carica di vicepresidente FIBA per l'Africa. Proprio a Roma fu dato mandato alla Egyptian Basketball Federation di organizzare un'assemblea africana per la creazione del comitato continentale.
Sei mesi prima dell'organizzazione dei primi campionati africani maschili, dall'11 al 14 luglio 1961 al Cairo si riunirono quattro rappresentanti della FIBA (il segretario generale Renato William Jones, il vicepresidente per l'Africa Abdel Moneim Wahby, il membro della commissione tecnica internazionale Abdel Aziz Ashry e la segretaria amministrativa Ursula Frank) e dodici rappresentanti di federazioni nazionali, da Etiopia, Ghana, Guinea, Burkina Faso, Libia, Mali, Marocco, Rhodesia Settentrionale, Sierra Leone, Sudan, Togo ed Egitto, per fondare l'AFABA, la futura FIBA Africa.
Già nel 1985, le federazioni africane affiliate alla FIBA erano diventate quarantacinque e il numero delle competizioni era cresciuto notevolmente, con l'istituzione di FIBA AfroBasket Women, Africa Champions Cup for men e Africa Champions Cup for women.

## La diffusione in Asia e Oceania
L'ente asiatico che si occupò della pallacanestro fu fondato verso la fine degli anni cinquanta con il nome di FIBA Asia.
La sezione dell'Oceania della FIBA è stata fondata nel 1967, su proposta di Al Ramsay e approvata nel congresso della Federazione Internazionale a Città del Messico l'anno successivo. La prima riunione dei paesi membri si svolse a Port Moresby il 16 agosto 1969: erano presenti Australia, Nuova Zelanda, Nuova Caledonia, Figi, Guam, Isole Salomone e Nauru.

## La nascita dell'NBA
Nel 1946 nacque la National Basketball Association (NBA), con lo scopo di organizzare le squadre professionistiche e rendere lo sport più popolare.
Nel 1962 Wilt Chamberlain segna 100 punti.
Nel 1999 sciopera l'NBA.
Nel 2011 lock out NBA.
1. La palla può essere lanciata in qualsiasi direzione con una o entrambe le mani.
2. La palla può essere colpita in qualsiasi direzione con una o entrambe le mani, ma mai con un pugno.
3. Un giocatore non può correre con il pallone, deve lanciarlo dal punto in cui lo ha preso.
4. La palla deve essere tenuta in una mano o tra le mani; le braccia o il corpo non possono essere usate per tenerla.
5. Non è possibile colpire con le spalle, trattenere, spingere, colpire o scalciare in qualsiasi modo un avversario; la prima infrazione da parte di qualsiasi giocatore di questa regola è contata come un fallo, la seconda squalifica il giocatore fino alla realizzazione del punto seguente o, se è stata commessa con il chiaro intento di infortunare l'avversario, per l'intera partita; non sono ammesse sostituzioni.
6. Un fallo consiste nel colpire la palla con il pugno, nella violazione delle regole tre e quattro e nel caso descritto dalla regola 5.
7. Se una squadra commette tre falli consecutivi, conterà come un punto per gli avversari; consecutivi significa senza che gli avversari ne commettano uno tra di essi.
8. Un punto viene realizzato quando la palla è tirata o colpita dal campo nel canestro e rimane dentro, a meno che i difensori non tocchino o disturbino la palla; se la palla resta sul bordo e l'avversario muove il canestro, conta come un punto.
9. Quando la palla va fuori dalle linee del campo, deve essere rimessa in gioco dalla persona che per prima l'ha toccata; nei casi dubbi, l'umpire deve tirarla dentro il campo; chi rimette in campo la palla ha cinque secondi: se la tiene più a lungo, la palla viene consegnata agli avversari; se una squadra continua a perdere tempo, l'arbitro darà loro un fallo
10. L'umpire è il giudice dei giocatori e prende nota dei falli, comunicando all'arbitro quando ne sono commessi tre consecutivi; ha il potere di squalificare un giocatore secondo la regola 5.
11. L'arbitro è il giudice della palla e decide quando la palla è in gioco, all'interno del campo o fuori, a chi appartiene e tiene il tempo; decide quando un punto è segnato e tiene il conto dei punti con tutte le altre responsabilità solitamente appartenenti ad un arbitro.
12. La durata della gara è di due tempi da quindici minuti, con cinque minuti di riposo tra di essi.
13. La squadra che segna il maggior numero di punti nel tempo utile è dichiarata la vincitrice dell'incontro. Nel caso di pareggio, il gioco può continuare, se i capitani sono d'accordo, fin quando non viene segnato un altro punto[3].

## La storia delle regole

### Le 13 regole di Naismith
Il 15 gennaio 1891 Naismith pubblicò le tredici regole del nuovo sport, che da allora si evolsero fino a renderlo uno sport molto differente dall'originale.
Inizialmente, si giocava in un campo grande circa la metà di quello attuale, quindi circa 7 metri di larghezza per 14 di lunghezza. Alle estremità del campo erano poste due ceste di vimini per le pesche, appese al muro e chiuse di sotto. Ogni volta che si segnava un punto, la palla doveva essere recuperata con l'aiuto di una scala installata dietro il tabellone. Le squadre erano formate da nove giocatori. La prima palla era quella usata per il calcio.
Delle 13 regole originali di Naismith, alcune sono rimaste fino ai giorni nostri: la regola uno è rimasta identica; la prima parte della regola cinque è molto simile; la realizzazione dei punti è rimasta identica, compresa l'impossibilità degli avversari di opporsi illegalmente alla realizzazione del canestro; chi rimette la palla all'interno del campo durante una rimessa laterale, ha ancora solo cinque secondi a disposizione; ovviamente, la vittoria è sempre ad appannaggio della squadra che segna il maggior numero dei punti.

### I primi cambiamenti
Tra le novità apportate al gioco, nel 1893 fu introdotto un pallone simile a quello attuale ma di colore marrone, sostituito solo negli anni cinquanta dal pallone arancione di Tony Hinkle, che ebbe una diffusione mondiale. Nel 1894 fu introdotto l'uso del tabellone dietro al canestro, che inizialmente venne sostituito da un anello metallico al quale era attaccata una rete, anch'essa chiusa, e poi, nel 1912, ne venne tagliato il fondo.
Il numero dei giocatori andò progressivamente diminuendo, passando dai nove giocatori per squadra a sette e infine ai cinque attuali. Nel 1933 vennero introdotte le regole dei 3 e 10 secondi. Nel 1954 vennero introdotti i 24 secondi.

### Un gioco violento
Nei primi anni si perse subito la qualifica di no-contact game che aveva caratterizzato il gioco nei pensieri di Naismith; infatti la sua idea era proporre qualcosa di diverso dal football, a cui tutti potessero partecipare non in base alla forza o alla stazza ma proprio in base all'abilità di infilare una palla in un cesto a 10 piedi del pavimento. Con il primo professionismo, il gioco divenne perfino violento: i giocatori indossavano paramenti per difendersi dai colpi.
La pallacanestro veniva chiamata the Cage Game ovvero il Gioco della gabbia, perché le partite si disputavano all'interno di alte recinzioni. Lo scopo di tutto questo era proteggere gli sportivi dal lancio di oggetti da parte del pubblico, molto più vicino al campo rispetto ad altri sport: volavano bottiglie, monete, sedie. D'altra parte, si voleva anche difendere il pubblico dai giocatori, che erano già molto più grandi e grossi della media (chi giocava nel ruolo di centro raggiungeva i 195 cm circa, mentre al giorno d'oggi ci sono centri di 220 cm e oltre) e non avevano problemi a ricambiare i doni del pubblico.